# 新西伯利亚国立大学
新西伯利亚国立大学（俄语：Новосибирский государственный университет），简称新大，一所位于俄罗斯联邦新西伯利亚州新西伯利亚市科学城的大学，于1959年成立。

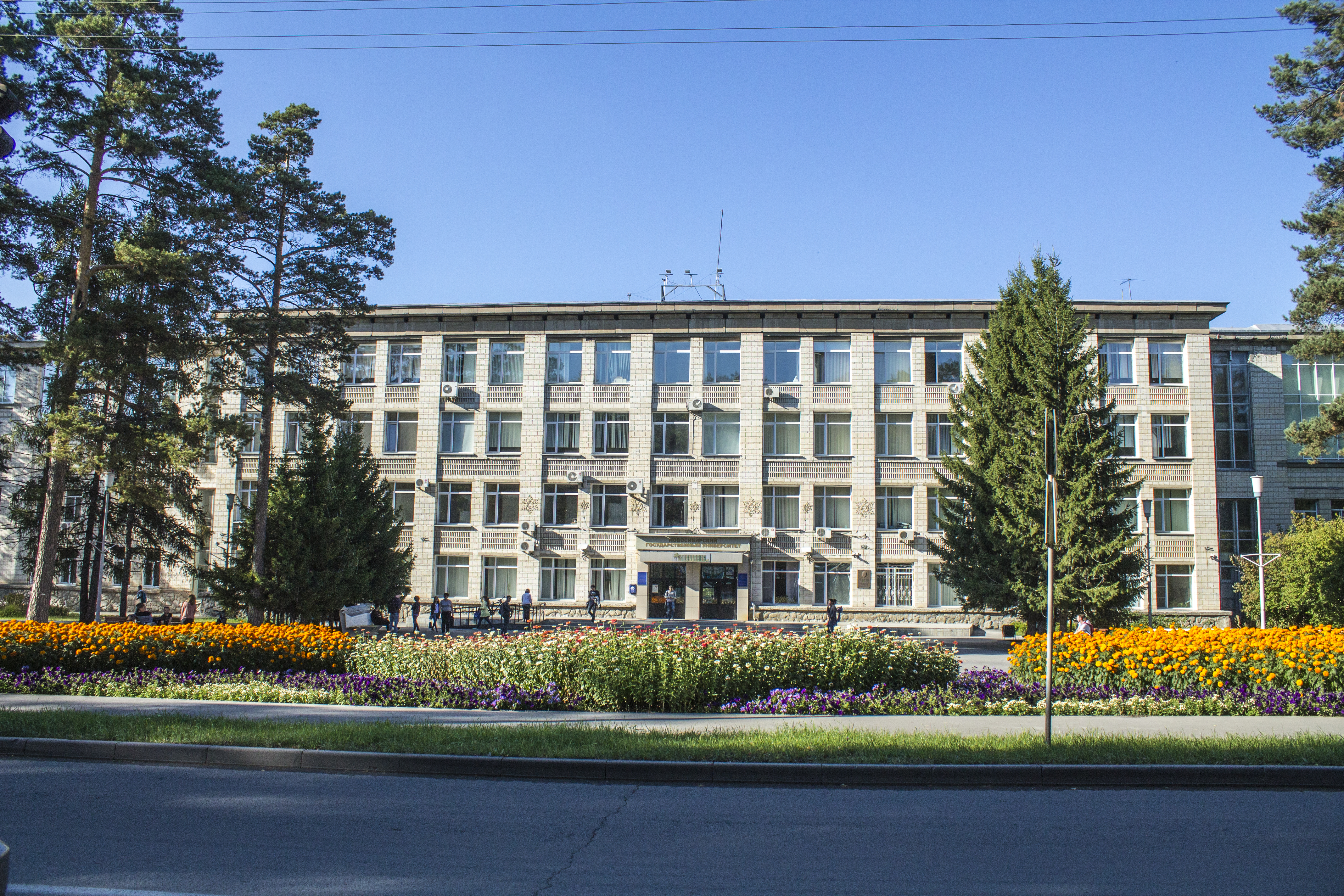
新西伯利亚国立大学旧主楼

## 历史
1957年，苏联在新西伯利亚城南建立苏联科学院西伯利亚分院。科学院分院所在地建成了一个大型科研基地，被称为科学城。分院成立之后，一些科学家担忧分院后继乏人，提议在新西伯利亚创办一所大学，就地培训未来的科学家。另一方面，当时西伯利亚工业发展迅猛，在50年代末其煤炭产量占全苏联的75%，经济发展亦需要大量的基础科学人才。1958年1月，苏联部长会议决议建设新西伯利亚国立大学，隶属苏联科学院西伯利亚分院。同年，新西伯利亚国立大学开设预科课程。
1959年9月1日，新西伯利亚国立大学正式开学。建校时，学校共有学生310人，仅设自然科学系，有10个专业。学校借用第25中学的教学楼、图书馆、体育馆，此外还使用地质研究所、流体力学研究所的实验室。新西伯利亚国立大学自己的教学楼于1962年建成，主楼则在1963年建成。1963年，首批60名学生毕业，获得专家学位。经过数年的建设、发展，1965年时学校设6个系、46个专业，30名苏联科学院院士、通讯院士在校任教，学校的教员共有40名博士、教授和200名副博士、副教授，就读的本科生有3652名，研究生有94名。建校20年时，大学已向西伯利亚分院各研究所输送了约两千名毕业生，分院约500名研究人员在学校授课，大学与科学院的融合取得了成功。1982年的一项评比中，新西伯利亚国立大学排名苏联第二。苏联时代，新西伯利亚国立大学的政治氛围较其他地方宽松，学生们曾抗议華約入侵捷克斯洛伐克、声援金兹堡、加兰斯科夫等四位被捕的异议人士。
1992年，新西伯利亚大学在乌兰乌德建立分校。2009年，学校被俄罗斯联邦列为国家研究型大学。2013年，新西伯利亚国立大学等21所大学被列入5-100工程，这项计划的目标是使至少五所俄罗斯大学进入全球大学前一百名。

## 学术
新西伯利亚国立大学约有7,000名学生，教师约2,000名，80%的教师来自俄罗斯科学院西伯利亚分院。学校教师包括570位拥有博士学位的教授、880位副教授、73位俄罗斯科学院院士。学校有约1,400名留学生，来自40个国家。
新西伯利亚国立大学有6个系、3个学院，即物理系、自然科学系、经济系、力学和数学系、地质与地球物理系、信息技术系、医学与心理学学院、人文学院、哲学和法律学院，此外还设有专业教育科学中心、信息学高等学校。大学设85个专业、项目。新西伯利亚国立大学旨在培养数学、力学、物理学、化学、生物学、地质学、地球物理学、地球化学、信息学、计算机技术、经济控制论、历史学、哲学、社会学的研究人才。
2019年QS世界大学排名中，新西伯利亚国立大学排名全球第244名，金砖国家榜第12位，新兴欧洲与中亚地区第2名。2018年世界大学学术排名中，新西伯利亚国立大学的数学、物理学、化学、地球科学、化学工程、仪器仪表制造业、能源科学与机器工程、采矿科学与矿业工程八个专业被列入世界一流学科。

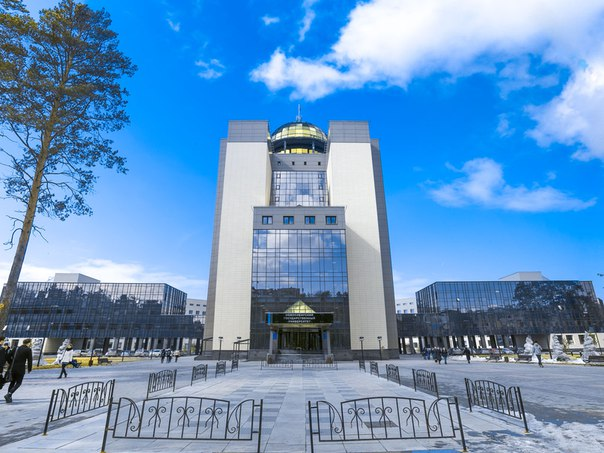
新西伯利亚国立大学新主楼

大堂的彩色玻璃窗

## 校园
新西伯利亚国立大学图书馆藏书量超过90万。校园内设有健身中心，宿舍楼内设有免费健身房。学校的体育中心是新西伯利亚市最大的体育中心之一。在鄂毕河畔的树林中，学校拥有一处夏季营地，可供师生休养。

## 校友
新西伯利亚国立大学毕业生包括1位俄羅斯教育學院院士、31位俄罗斯科学院院士、36位俄罗斯科学院通讯院士。1994年菲爾茲獎得主叶菲姆·泽尔曼诺夫是新西伯利亚国立大学毕业生。维克托·弗拉基米罗维奇·哈里托宁和叶戈尔·尼古拉耶维奇·库利科夫（Егор Николаевич Кульков）两名校友被《福布斯》杂志列为2016年俄罗斯200大富豪。